# 榮 (名古屋市)

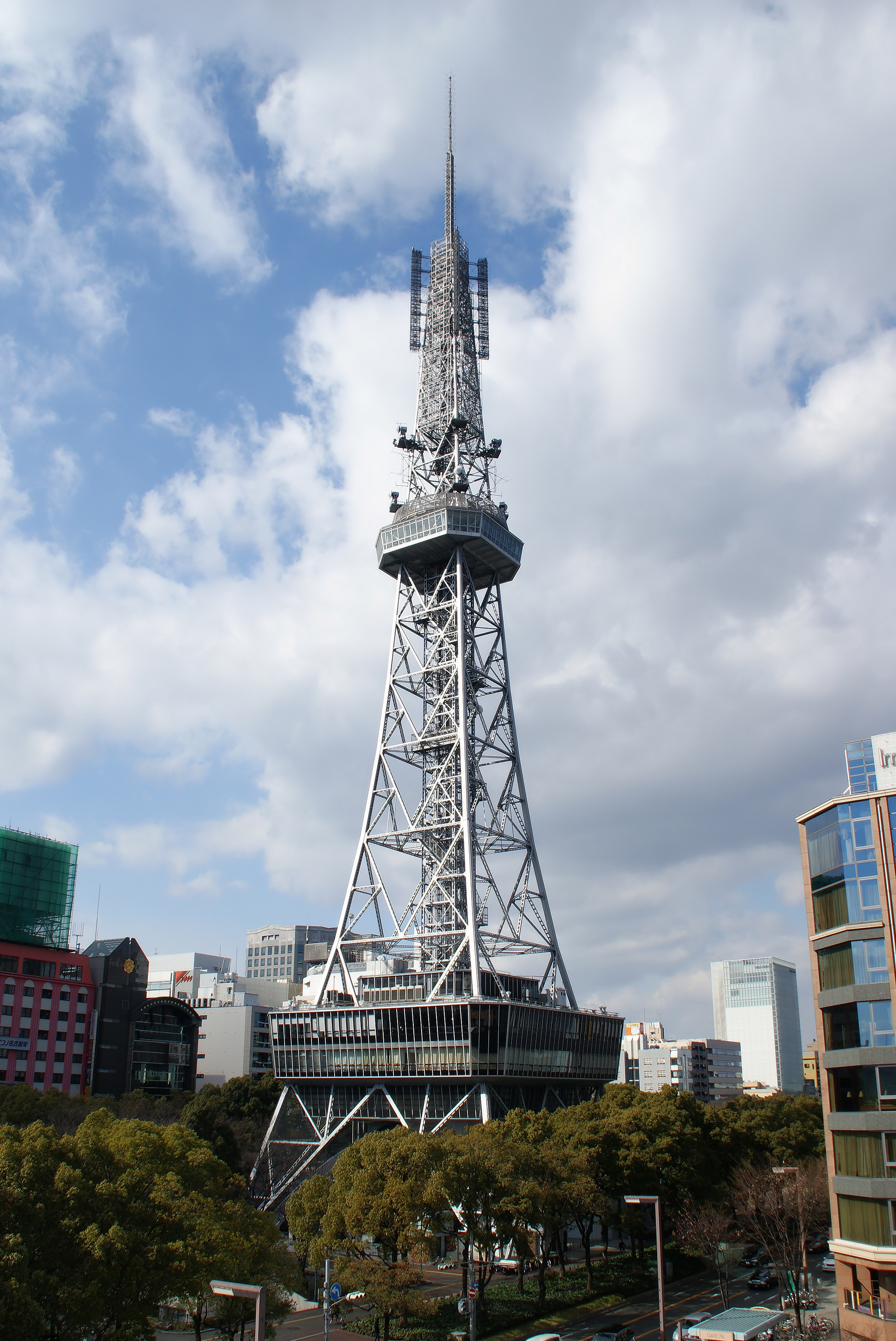
名古屋電視塔

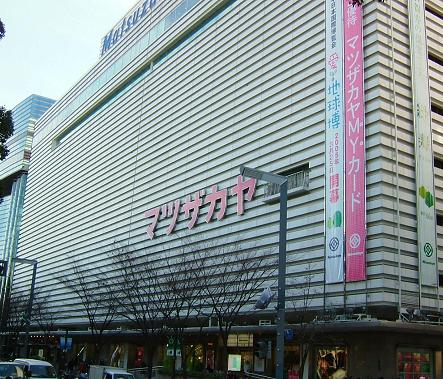
松坂屋名古屋店

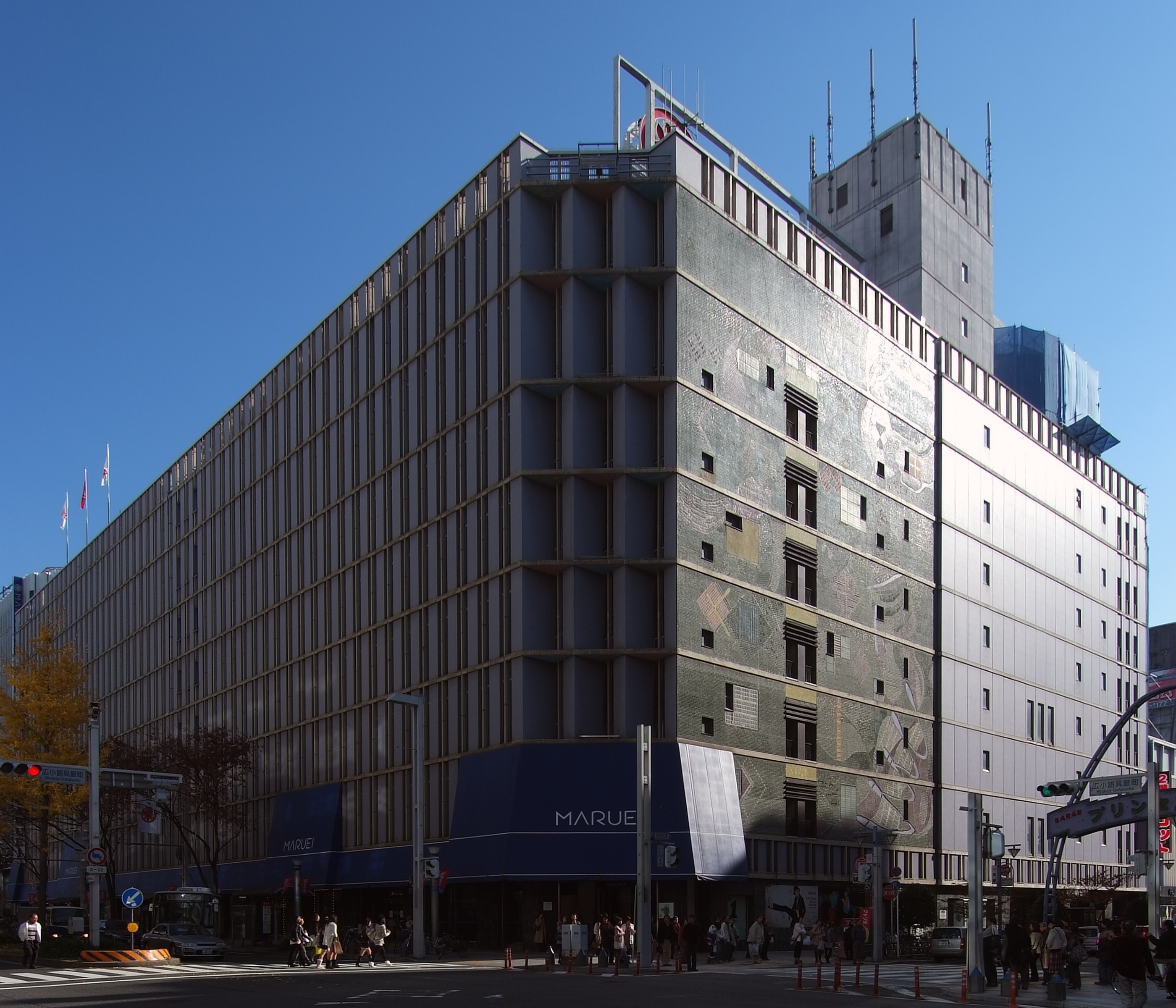
丸荣本店

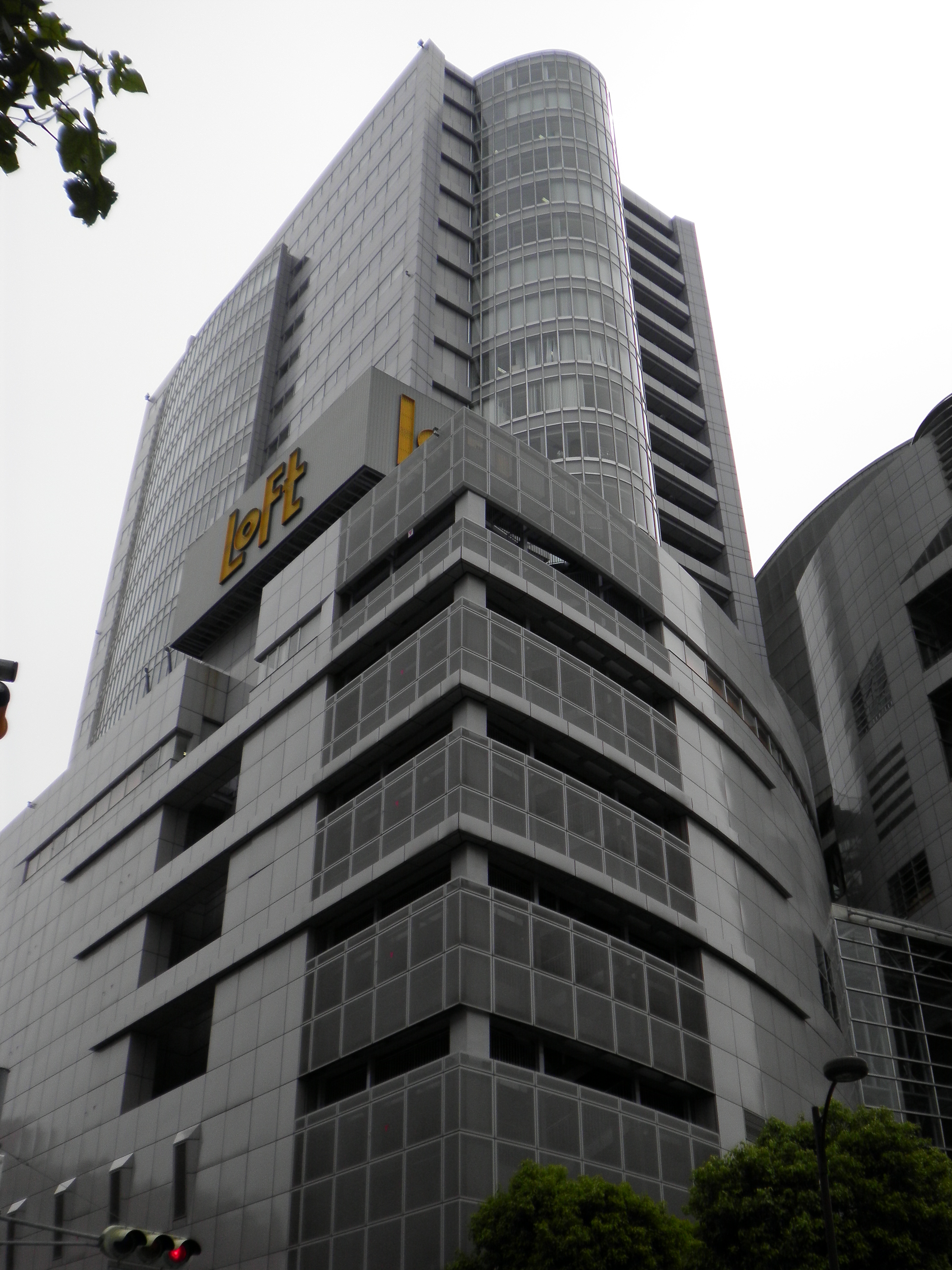
NADYA PARK

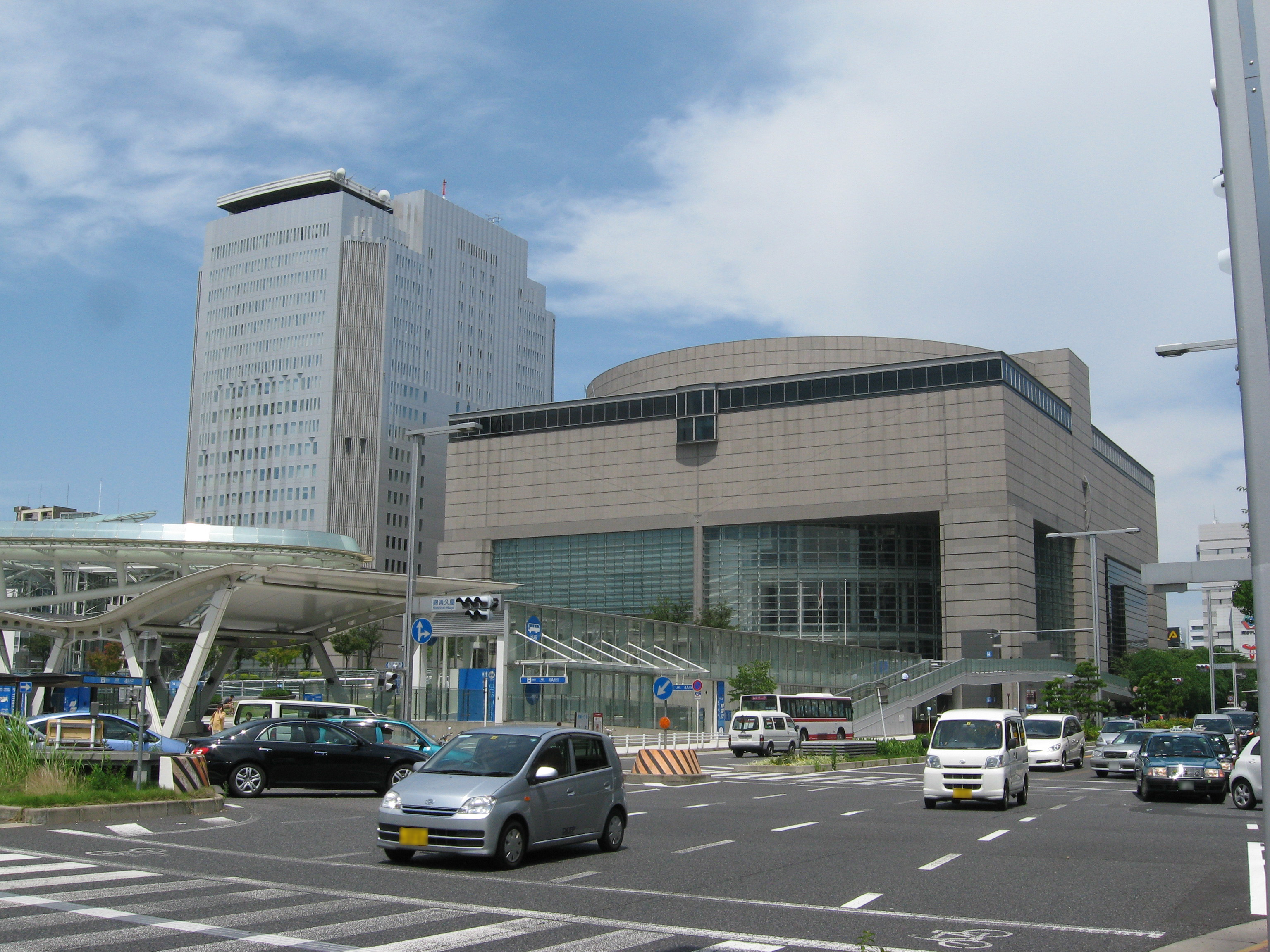
愛知藝術文化中心1（左邊的大樓是NHK名古屋放送中心大樓）

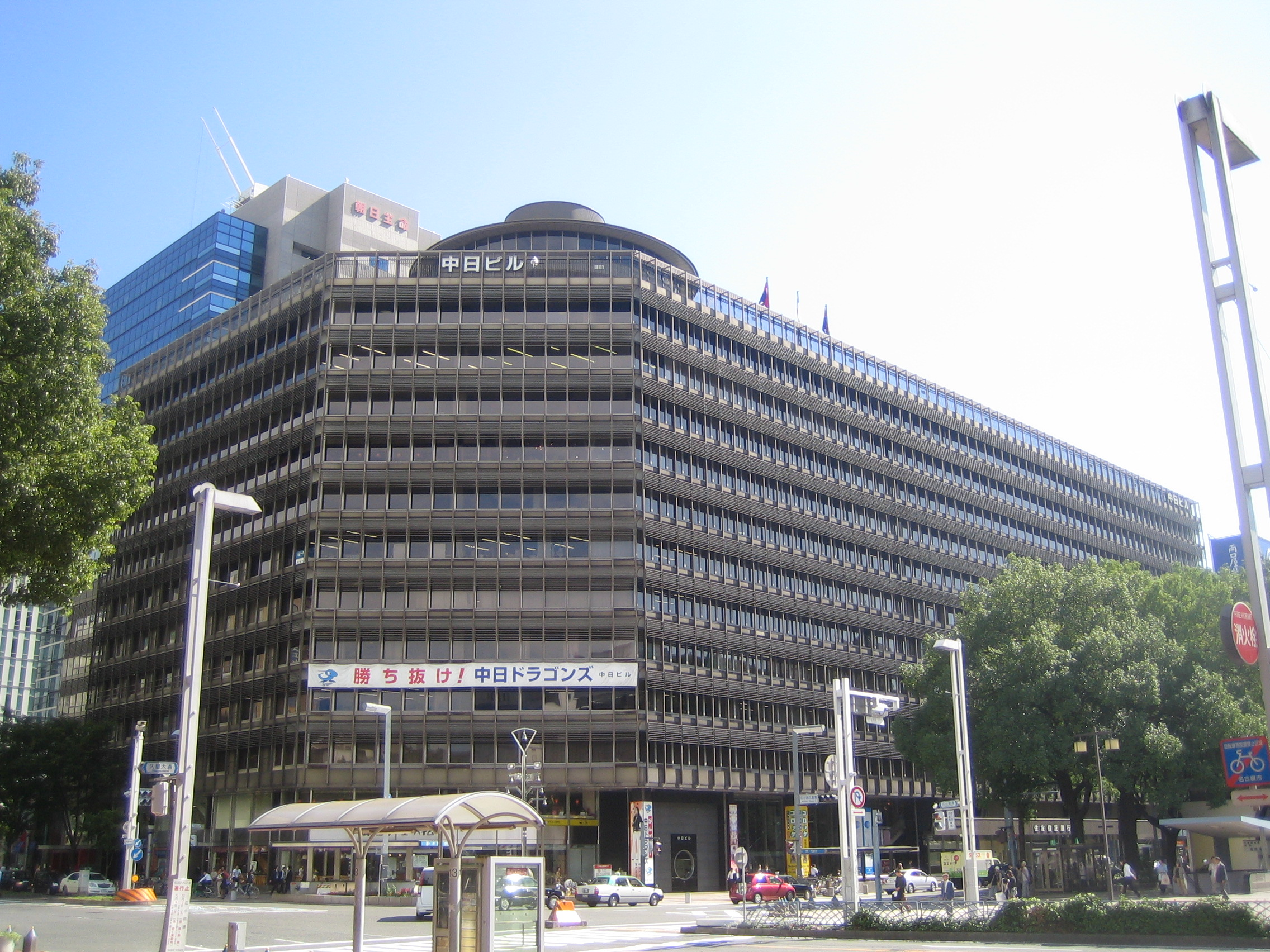
中部日本大樓

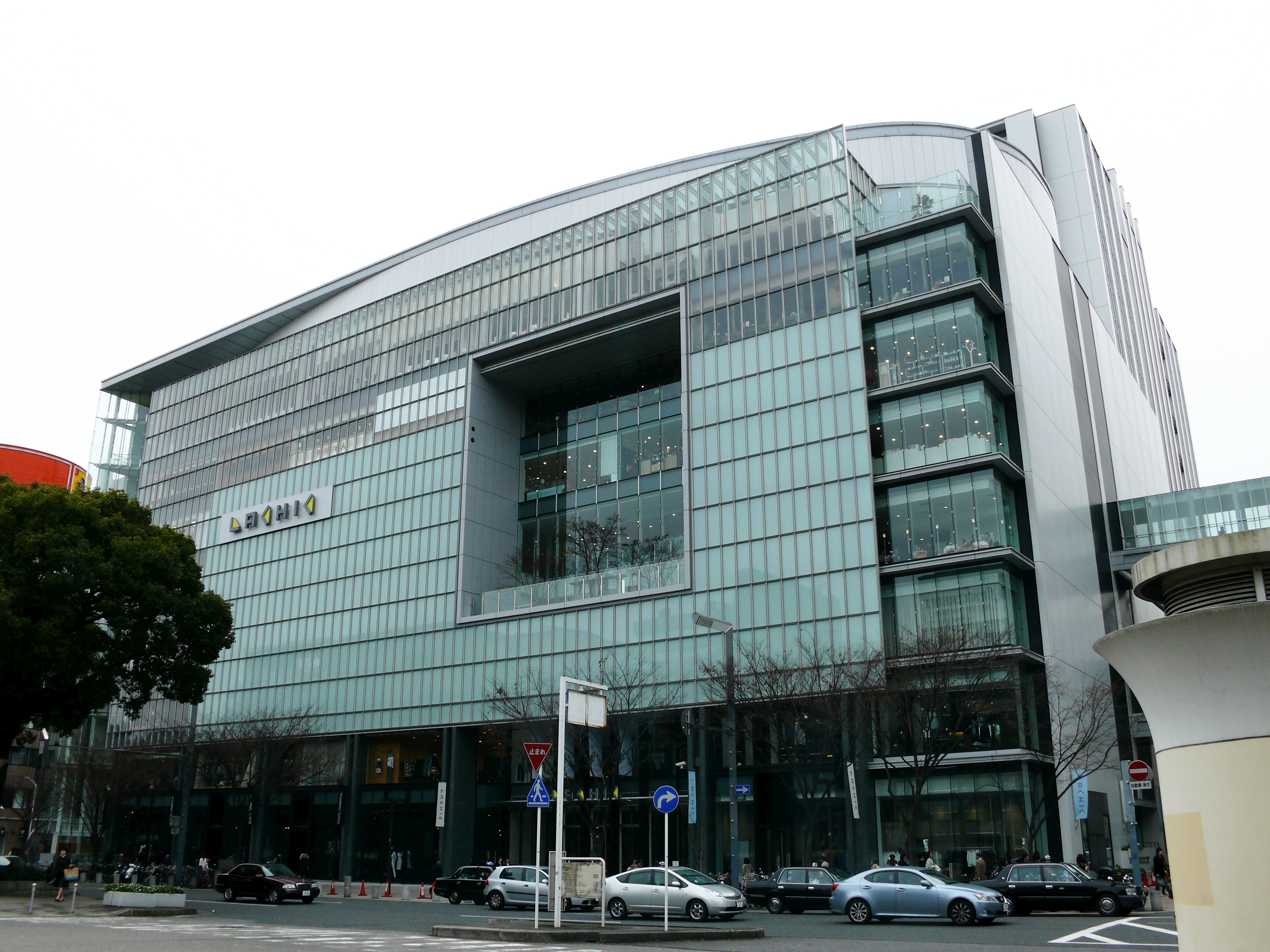
LACHIC

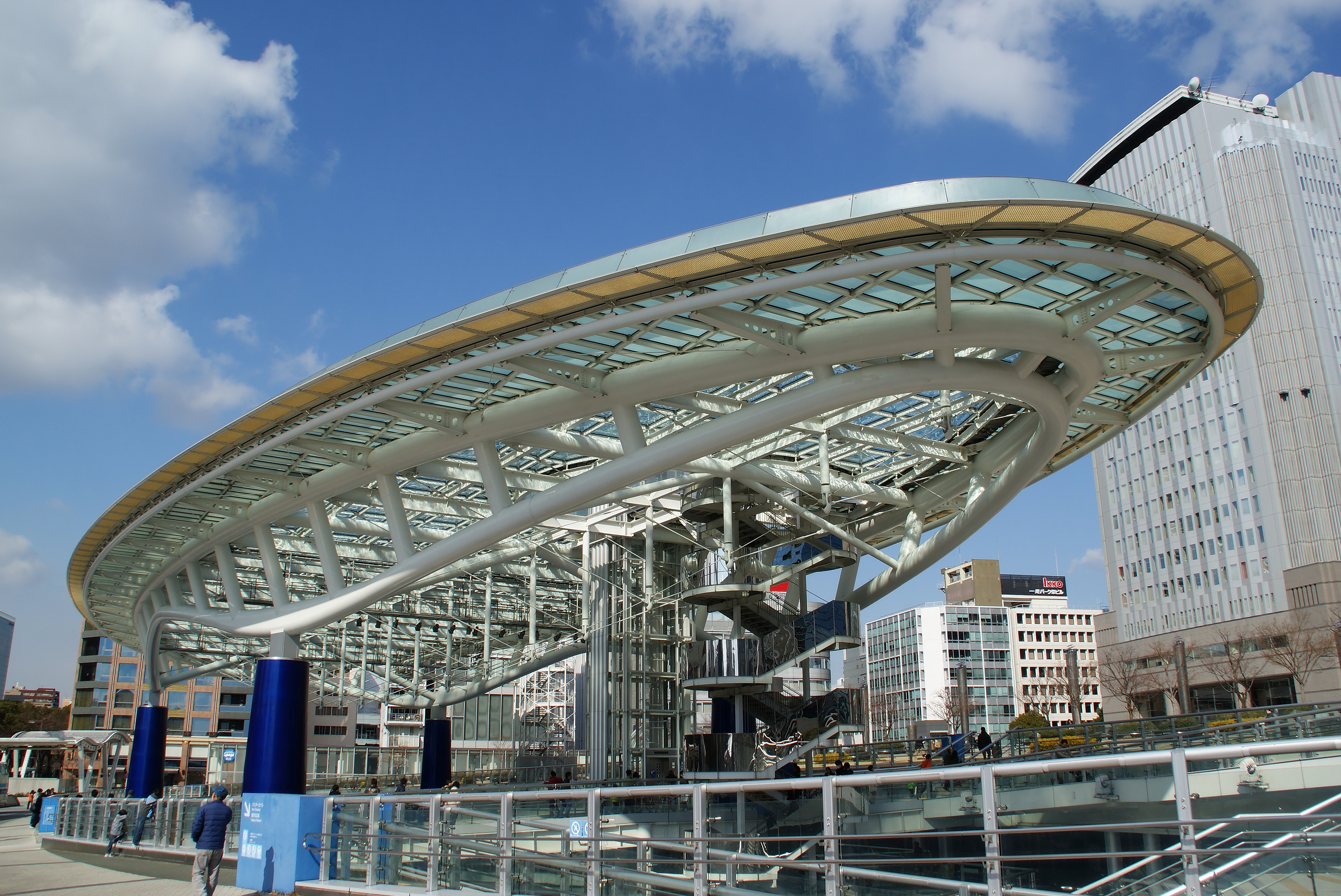
綠洲21的地標「水の宇宙船」

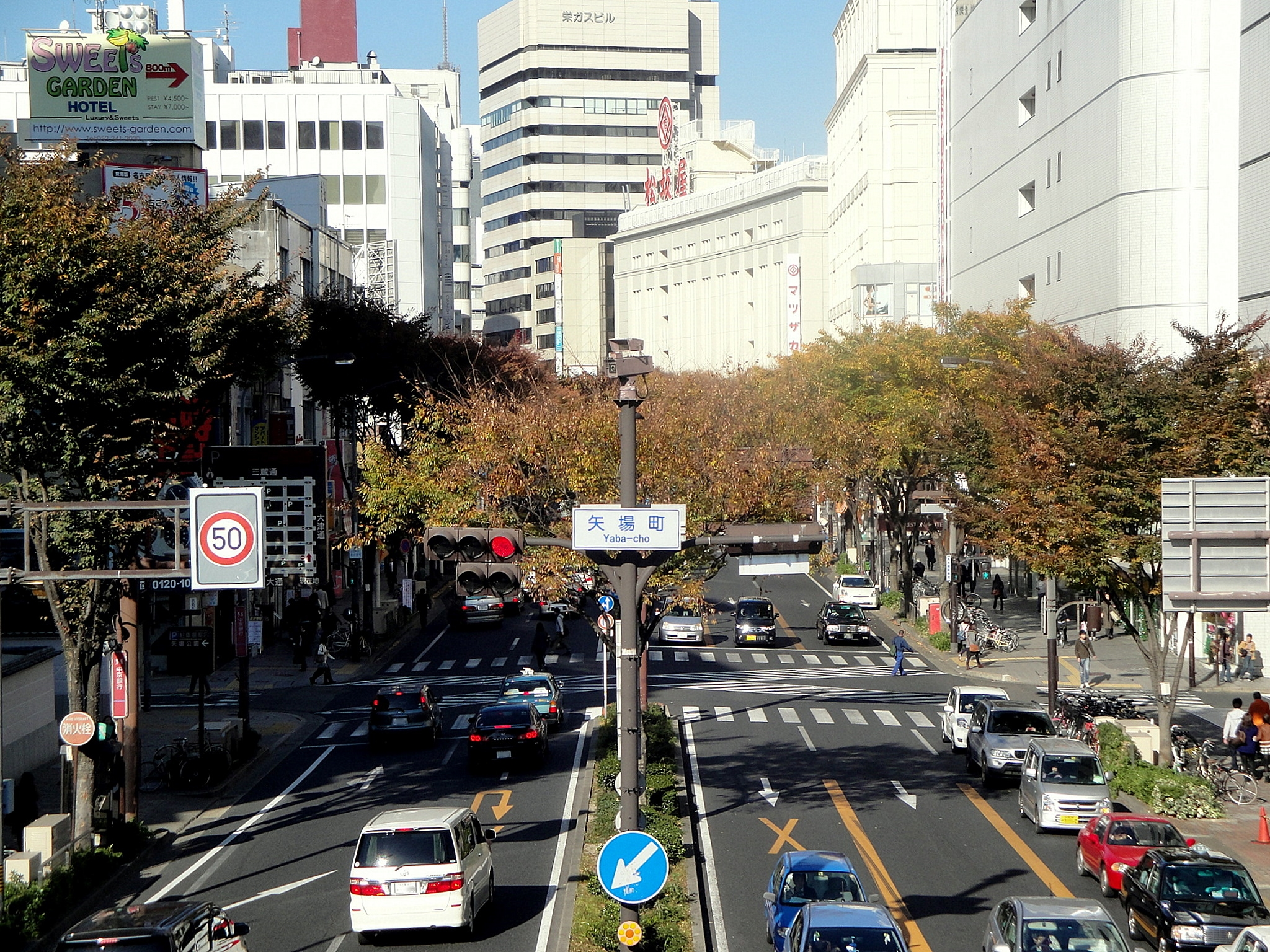
矢場町交差点附近

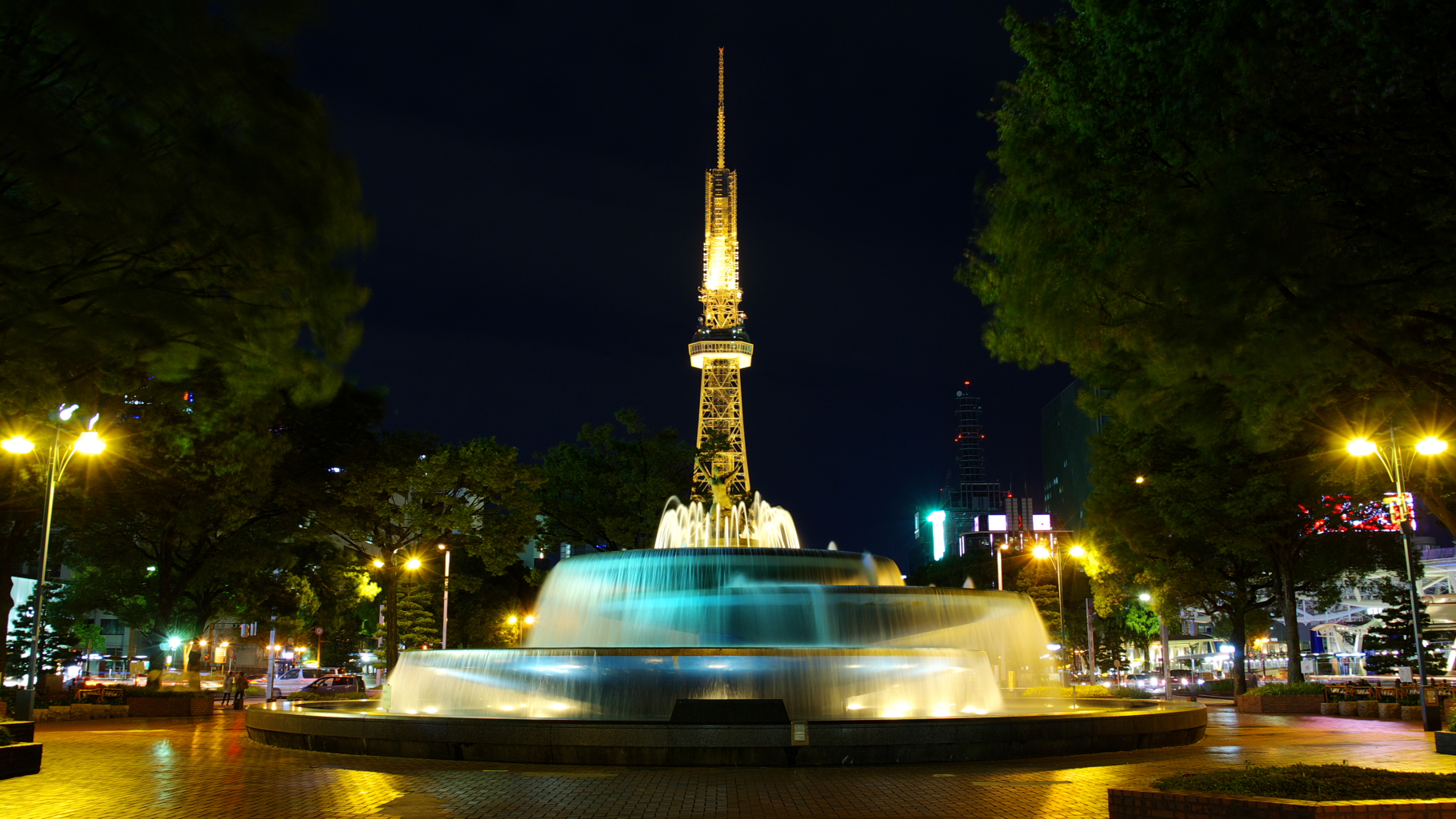
希望之泉和名古屋電視塔的夜景

荣（日语：／ Sakae）是日本愛知縣名古屋市中区的町名，以榮交叉口（栄交差点）為中心，坐落有名古屋市營地下鐵榮站、名鐵瀨戶線榮町站，以及久屋大通公園、名古屋電視塔等名勝，是名古屋市的主要商圈之一。
區域內有多個購物商場，包括地下街Centaral Park及LACHIC、百貨公司三越、松坂屋及PARCO等。景點包括遊客必定參觀的OASIS 21（綠洲21）及名古屋電視塔。

## 交通
- 鐵道
  - 名古屋市營地下鐵
    - 榮車站 ： 東山線・名城線
    - 矢場町車站 ： 名城線
    - 伏見車站 ： 東山線・鶴舞線
    - 久屋大通車站 ： 櫻通線・名城線

  - 名古屋鐵道
    - 榮車站 ： 瀨戶線

- 道路
  - 久屋大通
  - 大津通
  - 櫻通（国道19号）
  - 錦通
  - 廣小路通（愛知縣道60号名古屋長久手線）
  - 若宮大通
  - 空港線（名古屋市道堀田高岳線）